# Ateuchus confusus
Ateuchus confusus là một loài bọ cánh cứng trong họ Bọ hung (Scarabaeidae).